# Roman Hierowski

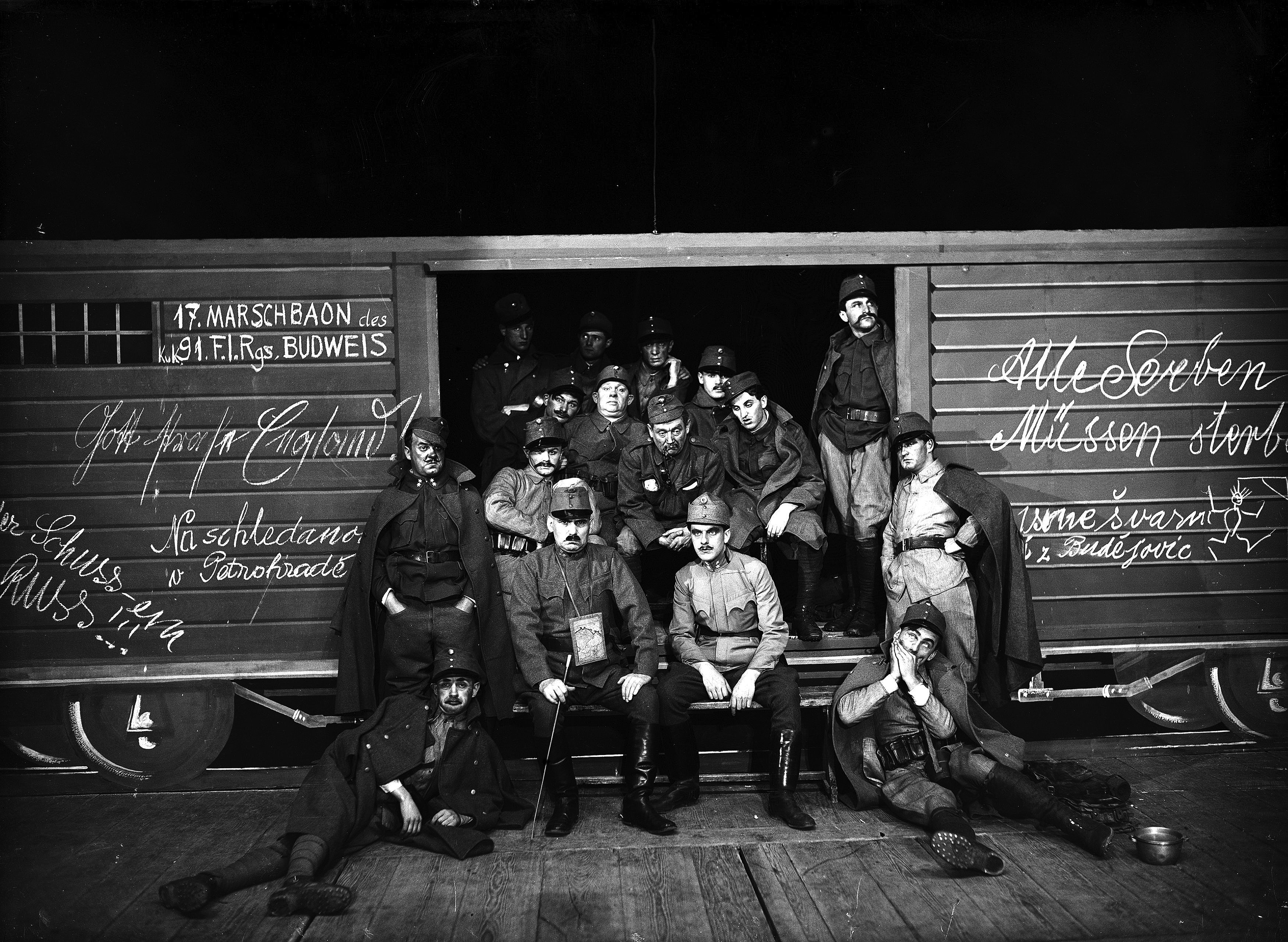
Roman Hierowski (siedzi w 1. rzędzie z prawej) jako Porucznik Lukasz w przedstawieniu "Szwejk" w Teatrze Miejskim im. Juliusza Słowackiego w Krakowie (styczeń 1930)

Roman Hierowski (ur. 21 stycznia 1894 we Lwowie, zm. 2 sierpnia 1974 w Warszawie) – polski aktor teatralny i filmowy.

## Życiorys
Był synem Stanisława Hierowskiego i Izabeli z Pillerów. Studiował filozofię na Uniwersytecie Franciszkańskim we Lwowie, przerwał jednak studia po trzech latach. Aktorstwa uczył się u Romana Żelazowskiego, a w 1916 roku debiutował na scenie teatru we Lwowie. Rok później odbył służbę wojskową.
Po powrocie na scenę występował w Cieszynie (Teatr Plebiscytowy, 1918-1919), Lwowie (Teatr Miejski, 1919-1925) oraz Warszawie (Teatr Polski, 1925-1929). W latach 1929-1935 był członkiem zespołu Teatru im. Juliusza Słowackiego w Krakowie. Następnie grał na deskach Teatru Polskiego w Łodzi (1935-197), Teatrów Miejskich w Wilnie, a od 1938 roku do końca II wojny światowej występował w Polskim Teatrze Dramatycznym we Lwowie. W 1945 roku wraz z lwowskim zespołem przybył do Katowic, gdzie aż do przejścia na emeryturę w 1970 roku był członkiem zespołu tutejszego Teatru Śląskiego. Wystąpił również w czterech spektaklach Teatru Telewizji (1963-1972) oraz pięciu audycjach Teatr Polskiego Radia (1955-1967).
Został pochowany na cmentarzu przy ul. Henryka Sienkiewicza w Katowicach.

## Filmografia
- Uśmiech losu (1927) - narciarz
- Tajemnica starego rodu (1928) - Hieronim, książę Zamiłło
- Grzeszna miłość (1929)